# Stanton (Michigan)
Stanton è un comune degli Stati Uniti d'America, situato nello Stato del Michigan, nella contea di Montcalm, della quale è il capoluogo.